# اوگنی گارانیچف
اوگنی گارانیچف (روسی: Евгений Александрович Гараничев؛ زادهٔ ۱۳ فوریهٔ ۱۹۸۸) ورزشکار دوگانه اهل روسیه است.